# 中村橋吾
中村 橋吾（なかむら はしご、1979年10月9日 - ）は、日本の歌舞伎役者、歌舞伎立師、アーティスト、クリエイター・デザイナー。
師匠は八代目中村芝翫、日舞の師匠は中村福賀（中村流）。屋号は成駒屋。定紋は四ツ梅。本名は和田 尚登（わだ なおと）。公称身長は178cm、最終学歴：鶴商学園高等学校（現・鶴岡東）卒業。重要無形文化財歌舞伎総合認定保持者（団体認定）。

## 概略
山形県鶴岡市出身。1998年18歳の時に国立劇場歌舞伎俳優研修生となり、第15期歌舞伎俳優研修を修了。平成13年に中村橋之助（現・中村芝翫）に入門。2013年（平成25年）、名題昇進。2023年に重要無形文化財（総合認定）に認定され、伝統歌舞伎保存会会員となった。
2022年9月16日に出身地・鶴岡市の「鶴岡ふるさと観光大使」の委嘱状を交付され、歌舞伎出演が無い時などに鶴岡の魅力を発信する活動の一環で、2023年には『鶴岡天神祭』のパレードに参加したり、自身の名跡（芸名）の名が付いた山形県ブランド米つや姫「橋吾米・つや姫」の田植えから稲刈りまで行いPRをした。
2023年10月18日、重要無形文化財（総合認定／第十六次）に認定され「伝統歌舞伎保存会」会員となる。
2024年から大々叶（だいだいかのう）というアーティスト名でさまざまなアート制作やプロダクトデザインを手掛けている。

## 受賞歴
- 国立劇場奨励賞[注 5]
  - 2004年〈平成16年〉6月『鳴神』の黒雲坊
  - 2018年〈平成30年〉10月『平家女護島　俊寛』の平判官康頼
  - 2019年〈令和元年〉10月『天竺徳兵衛韓噺』の蛇使い段八
- 2015年〈平成27年〉2月 第20回日本俳優協会賞奨励賞[14]